# 北舞渡镇
北舞渡镇位于河南省舞阳县北部，是一个历史名镇，旧称定陵镇。該鎮共辖20个行政村，全镇人口3．3万人，总面积43．2平方公里，交通主要幹道有许泌公路、时南公路。鎮中的贾湖遗址曾出土上古的骨笛。

## 历史
古时名为定陵。战国时属韩国定陵邑，汉至晋为定陵县，北魏为北舞阳县治所，隋朝为北舞县治所，隋唐以后属舞阳县。北宋时期也称北舞镇
。明清时期因交通要道而成为水陆货物集散地。

## 行政区划
下辖20个村委会：官厅街村、田李村、鹿店村、蒿庄村、鹿庄村、郑李村、文昌街村、军张村、中山街村、顺河街村、东魏村、仲张村、西大街村、黄庄村、左沟村、坡杨村、小尚庄村、贾湖村、泥河王村、菜园刘村.
1. ↑  史为乐; 邓自欣; 朱玲玲. . 中国社会科学出版社. 2005: 727. ISBN 9787500449294.
2. ↑  《舞阳县志》 62页  舞阳县志编纂委员会 1993.